# داء المصل
داء المصل (بالإنجليزية: Serum Sickness) هو اضطراب مناعي يصيب كامل الجسم بعد تعرضه لمادة غريبة ما والتي غالبا ما تكون دواء ما أو مصل ومن هنا جاءت تسمية المرض.
ويستخدم أحيانا مصطلح داء المصل للإشارة إلى الأمراض المشابهة التي تنشا من استخدام مواد غير بروتينية معينة.
مرض المَصْل عند الإنسان ناتج عن تفاعل لبروتين خاص بالمَصْل الضديّ "Antiserum" والذي يتم الحصول عليه من مصادر حيوانية «غير بشرية».
يمكن للشخص أن يُصاب بالمرض بعد التعرض له بمدة زمنية بين 4-10 أيام. وهو أحد الأمراض شديدة الحساسية، ينتمي بالتحديد لمجموعة أمراض الحساسية التي تصيب المناعة "Immune complex hypersensitivity " (Type III).
يتم بالعادة الإشارة لداء المَصْل باسم الداء المشابه للمَصْل.
ولقد كان أول من عرفها كليمنس فون بيركويت [الإنجليزية] و شيك بيلا [الإنجليزية] في عام 1906.

## الأسباب
أول ما شوهد المرض عند الأطفال المعالجين من أجل الدفتريا عندما كانوا يحقنون بمصل حيواني لمعالجة الدفتريا وخاصة مصل الحصان أما الآن فاهم سبب للمرض هو الادوية وخاصة البنسيللين وبشكل اقل قد ينجم المرض عن لدغ الحشرات وما يحدث بعد تعرض جسم الطفل للمادة الغريبة هو ان الجسم يرتكس بتشكيل أجسام مضادة
مناعية تؤدي إلى حدوث التهاب في الاوعية في الجلد والمفاصل وأماكن أخرى في الجسم.
في حال إعطاء الشخص مصلًا، قد يخطئ جهاز المناعة لدى الإنسان في تحديد مولّدات الضد الضارة للجسم؛ عندها سيفرز الجسم مجموعة من الأجسام المضادة، وستقوم الأجسام المضادة بالاندماج مع البروتينات لتكوين «المجموعات المناعية المعقدة»، ومن ثم ستقوم هذه المجموعات بالدخول في جدران الأوعية الدموية وتبدأ ردة فعل «التهابية».

### مضادات السموم والأمصال المضادة
تعرُّض الشخص لأجسام مضادة حيوانية «غير بشرية» قد يؤدي إلى الإصابة بهذا المرض، بالرغم من أن مضادات السموم والأمصال المضادة تم تصنيعها لمعالجة العدوى.

### الأدوية
بعض الأدوية المتعلقة بمرض المصل:
- ألوبيورينول
- باربتيوراتs
- كابتوبريل
- سيفالوسبورينs
- غريسيوفولفين
- بنسلين
- فينيتوين
- procainamide
- كوينيدين
- ستربتوكاينيز
- سلفوناميد (صيدلة)
- ريتوكسيماب
- إيبوبروفين

### أسباب أخرى
بعض أنواع الحساسية، الهرمونات وبعض اللقاحات قد تكون كفيلة بالإصابة بمرض المصل.

## أعراض المرض
ويتميز بحمى وتورم وطفح جلدي وتضخّم العقد اللمفاوية. يدعى أيضاً بالتفاعل المصلي. تظهر الاعراض بعد اسبوع إلى اسبوعين من أخذ الطفل للدواء ألم بطني واسهال ونادرا ما تصاب الكلية أو القلب. وقد يلاحظ عند التشخيص المخبري نقص في الصفيحات الدموية وتشاهد بيلة دموية وبروتينية وترتفع سرعة التثفل وينخفض الجزء الثالث والرابع من المتممة الدموية.
بالإضافة إلى الحكة وآلام المفاصل «وخاصة آلام مفاصل الأصابع وأصابع القدمين» وتوعك وانخفاض في ضغط الدم وصدمة واعتلال في الطحال.

## التشخيص
يتم التشخيص عن طريق السجل الطبي للمريض وتاريخه المَرَضيّ، بالإضافة إلى مجموعة الأدوية التي تناولها حديثًا.

## الوقاية
تجنُّب مضادات السموم التي قد تؤدي إلى الإصابة بداء المَصْل هي أفضل طريقة للوقاية منه. بالرغم من أنّ الفوائد تطغى على المضار في الحالات التي تهدد حياة المريض.
أيضًا يمكن استخدام مضادات الحساسية أو الكورتيزون بالتزامن مع المضادات.
قد يساهم «فحص الجلد» في تحديد الأفراد الذين قد يكونون عرضة لمرض المَصْل وذلك قبيل حدوثه. يجب أن يحذّر الطبيب مريضه من الأدوية التي قد تسبب الحساسية له، وعلى الطبيب اختيار أدوية أخرى إن لزم الأمر أو الاستمرار في الإجراءات الوقائية الأخرى مع المريض.

## العلاج
يعطى كورتيكوستيرويد في معظم الحالات الحادة والمتقدمة ويمكن أيضا استخدام مضادات الهيستامين. ويمكن أيضا استخدام البلازما، ويمكن اعطاء الاسبيرن ومضادات التحسس ونادرا ما يحتاج الطفل للكورتيزون وأخطر مايمكن أن يخلفه المرض هو الإصابة العصبية أو الكلوية وهذا نادر الحدوث ويجب معرفة العامل المسبب لتجنبه في المستقبل.

## وصلات خارجية
- http://emedicine.medscape.com/article/756444-overview Serum sickness-like reactions
- http://www.asqh.org/content/2044-%EF%BF%BD%EF%BF%BD%C3%81-%EF%BF%BD%EF%BF%BD%EF%BF%BD%EF%BF%BD%C3%A1
- http://www.childclinic.net/pain/masel.html
- http://www.webteb.com/terms/2160/%D8%AF%D8%A7%D8%A1-%D8%A7%D9%84%D9%85%D8%B5%D9%84
- http://www.altibbi.com/definition/serum+disease